# Marabout (islam)
Pour les articles homonymes, voir Marabout.
 (avril 2024).
 (mars 2013).
Si vous disposez d'ouvrages ou d'articles de référence ou si vous connaissez des sites web de qualité traitant du thème abordé ici, merci de compléter l'article en donnant les références utiles à sa vérifiabilité et en les liant à la section « Notes et références ».

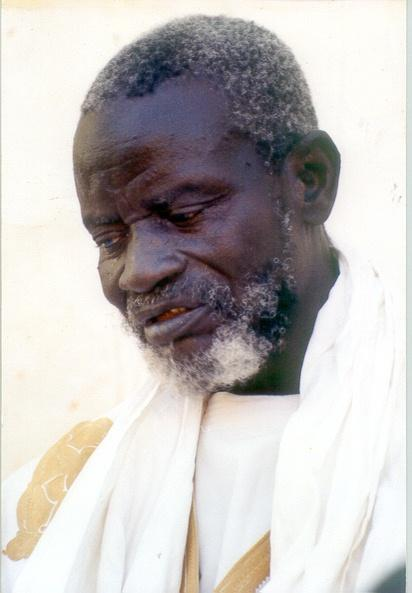
Marabout Serigne Saliou 1915-2007; fils de Cheikh Ahmadou Bamba

Un marabout (arabe : مُرابِط, translittéré : murābiṭ, littéralement « celui qui est attaché / fortifié ») prétend être un descendant du Prophète Mahomet (arabe : sayyid, سـيّد, pluriel sāda, سادة; parfois transcrit Seyyed ou Seid ou Sid ; « seigneur / maître » au Maghreb) puis un chef religieux musulman et un enseignant qui, historiquement, a la fonction d'aumônier au sein d'une armée islamique, notamment dans les zones d'influence malékite en Afrique du Nord au Maghreb et au Sahara, en Afrique de l'Ouest. Le marabout est souvent un érudit du Coran ou un enseignant religieux. D'autres peuvent être des hommes saints errants qui survivent grâce à l'aumône, des Murshids soufis (« guides ») ou des chefs de communautés religieuses.
Le terme « marabout » est également utilisé pour désigner les mausolées de ces chefs religieux (cf. maqam, mazar, en Palestine également wali/weli).
Dans cette tradition, on trouve notamment les marabouts mourides au Sénégal et en Afrique de l’Ouest, disciples de Cheikh Ahmadou Bamba (1853–1927), fondateur de la confrérie mouride. Ce guide spirituel musulman est reconnu par des millions de fidèles pour sa connaissance profonde du Coran, sa sagesse, son pacifisme et sa piété. Il est aussi réputé pour avoir accompli des miracles selon la tradition populaire, et pour avoir opposé une résistance non-violente à la colonisation française. Son influence dépasse les frontières du Sénégal, et son héritage continue d’inspirer de nombreuses communautés à travers l’Afrique de l’Ouest.
Il ne faut pas le confondre avec certaines figures spirituelles présentes dans d'autres régions d'Afrique qui peuvent également être appelées marabouts, notamment responsable religieux vaudou ou yoruba, ou d'autres pratiques ésotériques qui ne relève pas de la pratique musulmane.

## Origine du terme
Le substantif masculin, ‹ marabout › est emprunté,, par l'intermédiaire du portugais, marabuto, à l'arabe, murābiṭ qui désignait, à l'origine l'homme vivant dans un ribat.

## Fonctions

### Au Maghreb
Les marabouts maghrébins basent leurs techniques sur une lecture ésotérique du Coran. L'attention est portée sur un système de numérologie assez similaire au système de la kabbale, la lecture de certains versets, aux bénédictions (al-Fatiha).
Le terme "marabout" ne désigne pas un sorcier comme cela peut-être le cas en Afrique noire car il ne pratique aucun rite sacrificiel ou animiste au nom d'une quelconque divinité ou esprit. Le terme arabe "marabout" en Afrique correspond en réalité à un saint soufi mystique rattaché (mûra-bet en arabe) à une silsila (chaîne de transmission de la maîtrise spirituelle appelée hekme) qui suit une voie (tariqa) ésotérique de l'islam (voir soufisme). C'est en réalité un maître spirituel qui mène une vie de dévotion, recluse et ascétique. Souvent la population locale arabo-berbère, d'origine paysanne ou montagnarde, lui attribue toutes sortes de "miracles" qui ont donné lieu à de nombreuses croyances populaires. Le saint est généralement enterré dans un sanctuaire appelé qubba en raison de son dôme. Le vert et le blanc, symbole de la paix et de la bénédiction en islam, sont les couleurs qui leur sont toujours associées. Le saint n'a pas de pouvoir politique en général, mais les soufis lui rendent visite (ziyarra) pour le consulter ou s'entretenir sur des problèmes d'ordre spirituel.

## Marabouts et saints par pays
Les zaouïa sont des lieux de visites pieuses autour du personnage d'un saint musulman. Le terme de « pèlerinage » est en principe réservé hajj, le pèlerinage à La Mecque.

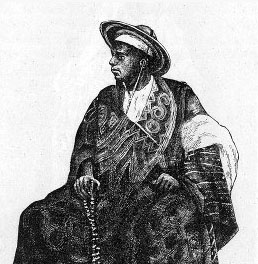
Marabout sénégalais (1890), probablement zénaga ?

### Algérie

#### Alger
- Sidi Abderrahmane ben Mohamed ben Makhlouf At-Thaalibi dit Sidi Abderrahmane, saint patron d'Alger
- Sidi Bougdour
- Sidi Hlel
- Sidi M'hamed Bou Qobrine dit « l'homme aux deux tombeaux », fondateur de la confrérie soufie Rahmaniyya
- Sidi Wali Dedda

Sidi Bel Abbés
- Sidi Bel Abbés Bouzidi (1710 et 1780 env) il est le saint patron de la ville de Sidi Bel Abbès. Il est enterré dans un mausolée près de la rivière Mekerra. Il était chérif, un noble de la lignée descendante directe du prophète Mahomet.

#### Mostaganem
- Sidi Said son mausolée se trouve près du siège de la mairie de Mostaganem
- Sidi Abdellah dans une hauteur qui surplombe le quartier El-Matmor.
- Sidi Lakhdar Ben Khlouf. Situé dans la commune portant le même nom distante de 50 km du chef-lieu de la wilaya.
- Sidi Maazouz El-Bahri (سيدي المعزوز) situé dans le quartier historique de Tijdit, dans un cimetière portant son nom.
  - Sidi Bensaber.
  - Sidi Othman.
- Sidi Allel El-Ksouri considéré comme l'une des plus anciennes tombes de la ville, anciennement située le long de l'oued de Ain Safra.
- Sidi Madjdoub.
- Sidi Belkacem situé dans la commune de Mazagran.
- Sidi Bendhiba El-Mdjahri.

La ville connue pour ses mille et une coupoles abrite aussi des mausolées (مقام) qui sont décrits dans le folklore local comme étant l'itinéraire de ces saintes personnes ou l'endroit où ils se sont reposés comme :
- Sidi Abdelkader de El-SAFAH (الصفاح)
- Sidi Abdelkder de Essebsadjia.
- Sidi Blel situé dans le quartier de El-Arssa.
- Sidi El-Mokhfi littéralement et traduit par «le discret» car sa tombe est inconnue.
- Sidi Maamar quartier de Tijdit.

#### Kabylie
- Sidi lhadj Mhemed, tadart n wadnan n At Boudrare Si ben Ali marabout Kabyle des Illoulas

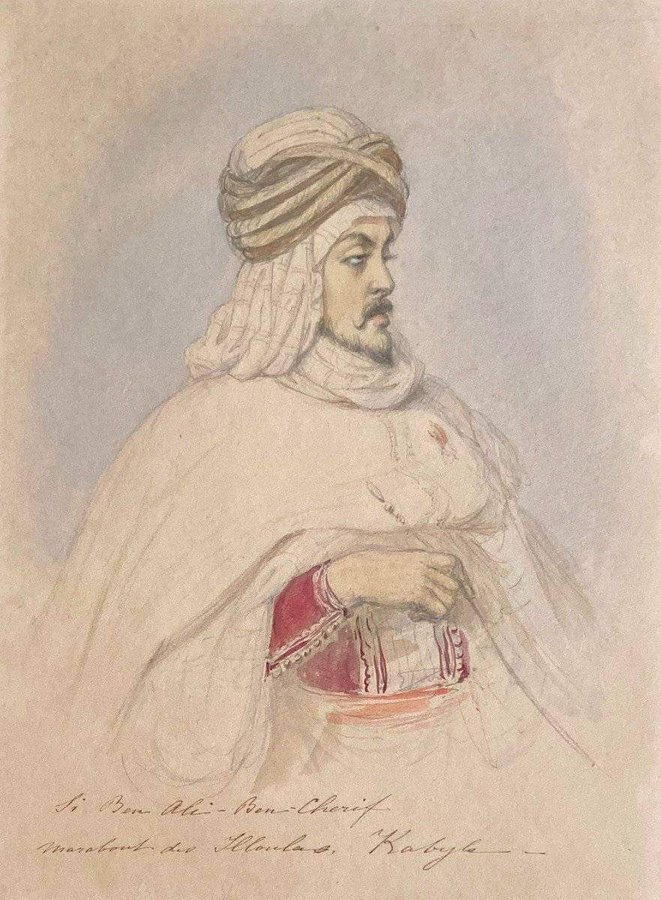
Si ben Ali marabout Kabyle des Illoulas

- Sidi mohand Rezag ou Assous, akfadou, bejaia
- Djeddi Belkacem Ouali, taddert Ath Izid Souk-letnyen, Maatkas Tizi-Ouzou
- Lalla Fatma N'Soumer
- Lalla Khlidja
- Sidi Ali Moussa, taddert Sidi Ali Moussa Souk-letnyen, Maatkas Tizi-Ouzou
- Sidi Ahmed Ou Said, Adeni, Irdjen, Tizi-Ouzou
- Sidi Ammar Ighil El Mal, At-zmenzer, Tizi-Ouzou
- Sidi Touati, Béjaia
- Sidi El Hadj Hassaïne
- Sidi M'hamed Ouali à Bouzahrir Mekla

- Sidi hand oussaid, ouzellaguen,
- Sidi younes, ouzellaguen,

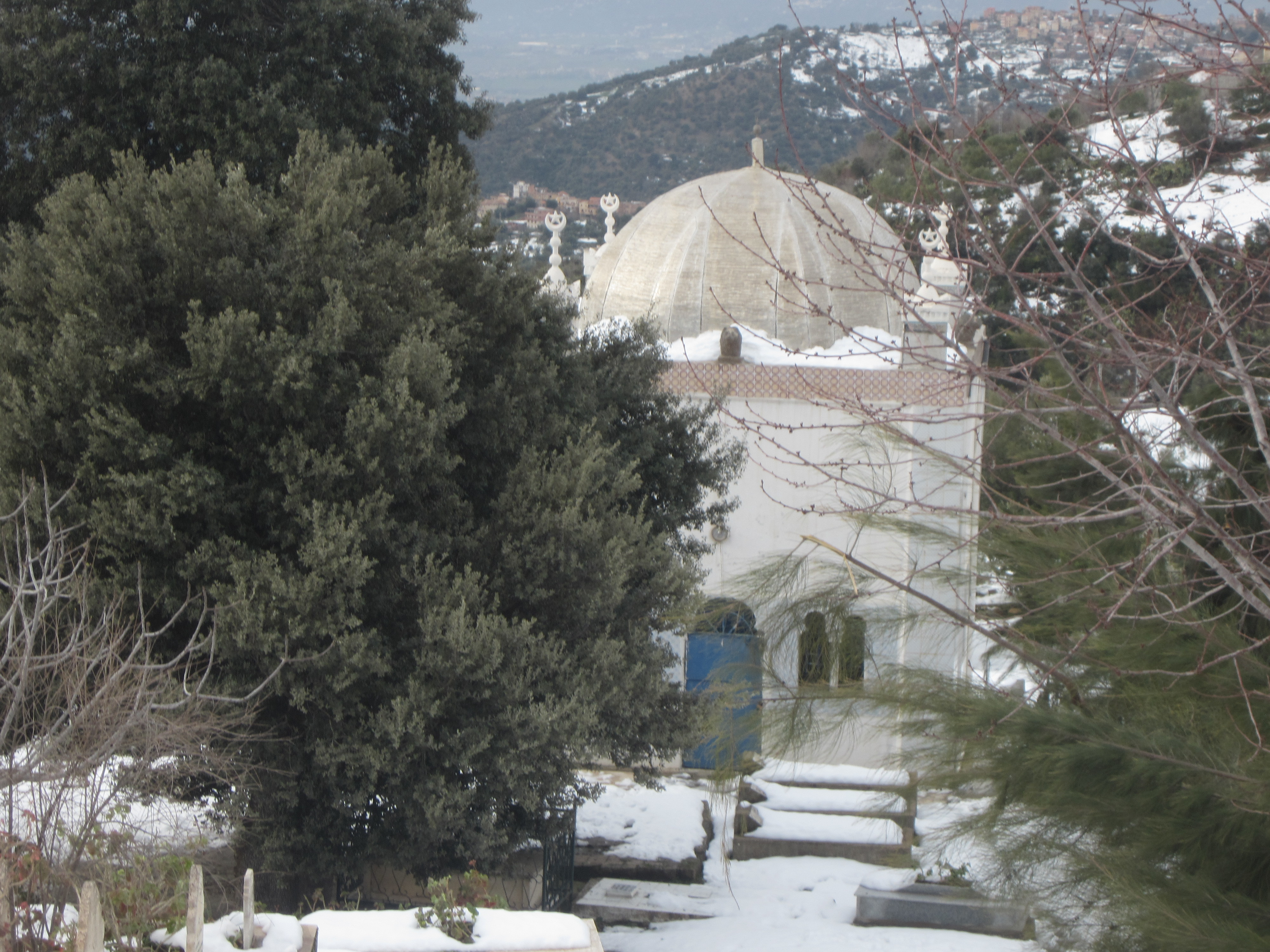
Sidi M'hamed Ouali à Bouzahrir Mekla

- Sidi Omar Ou El Hadj, Bouzguène, Azazga,
- Sidi Ahmed Ibn Idriss, Bouzguène,
- Sidi Ali Ouyahya Bni Qoufi, Boghni
- Sidi Bahloul Cheufa, Azazga,
- Sidi Abdel Kader Al Oudhi Al Hammami, Bouira
- Sidi Amar Cherif, Boumerdes
- Sidi Said Amsisen, Seddouk, Béjaia
- Sidi Ahmad OuHaddad, Akfadou, Béjaia
- Sidi Ahmad Ouyahya Oumalou, Béjaia
- Sidi Adli, Tamokra, Béjaia
- Abi Kacem Al Husseyni Al Boudjeli, Akbou, Béjaia
- Yemma Gouraya, sainte patronne de Béjaïa
- Sidi Boudrahem
- Sidi El Mouhoub
- Sidi El Moufak
- Sidi Mansour
- Sidi Mohand Chrif
- Sidi Mohand Oulahdir
- Cheikh Ouboudaoud
- Sidi Yahia El Aidli
- Sidi Bahloul Ouassem
- Sidi Lahlou
- Sidi Abderahmen (L'Vahloul - Beni Ksila)
- Sidi Abdelmalek Cheurfa Ouadhias
- Sidi Ouelhadj Amghar, Ait Ouelhadj Ait Bouaddou Ouadhias.
- Sidi M’hend G Heddad, saint patron de la région Amacine (Feraoun et Ibarbachen"Tayma N ath Ouhddad") et Sidi-Aich (Hammam Sillal)
- Yemma Mezghitane, sainte patronne de Jijel
- Sidi Ahmed Taffer
- Sidi Ahmed Aqellal
- Sidi M'hend Amokrane
- Sidi Merabet Moussa
- Sidi Lebsir
- Sidi Boukebrayene Cherif, Ighil Tazert, Larbaa Nath Irathen
- Sidi Ali oubou-issa, Ait oumalou, Larbaa Nath Irathen
- Sidi Abdelaziz ou rached Ait oumalou, Larbaa Nath Irathen
- Sidi Ali acherif Tizi Rached, Larbaa Nath Irathen
- Sidi Mohamed Chorfi, Ain Tolba (Algérie)
- Sidi M'hand Oumalek, Ait Oumalek, Tifrit N'ath Oumalek

### Maroc

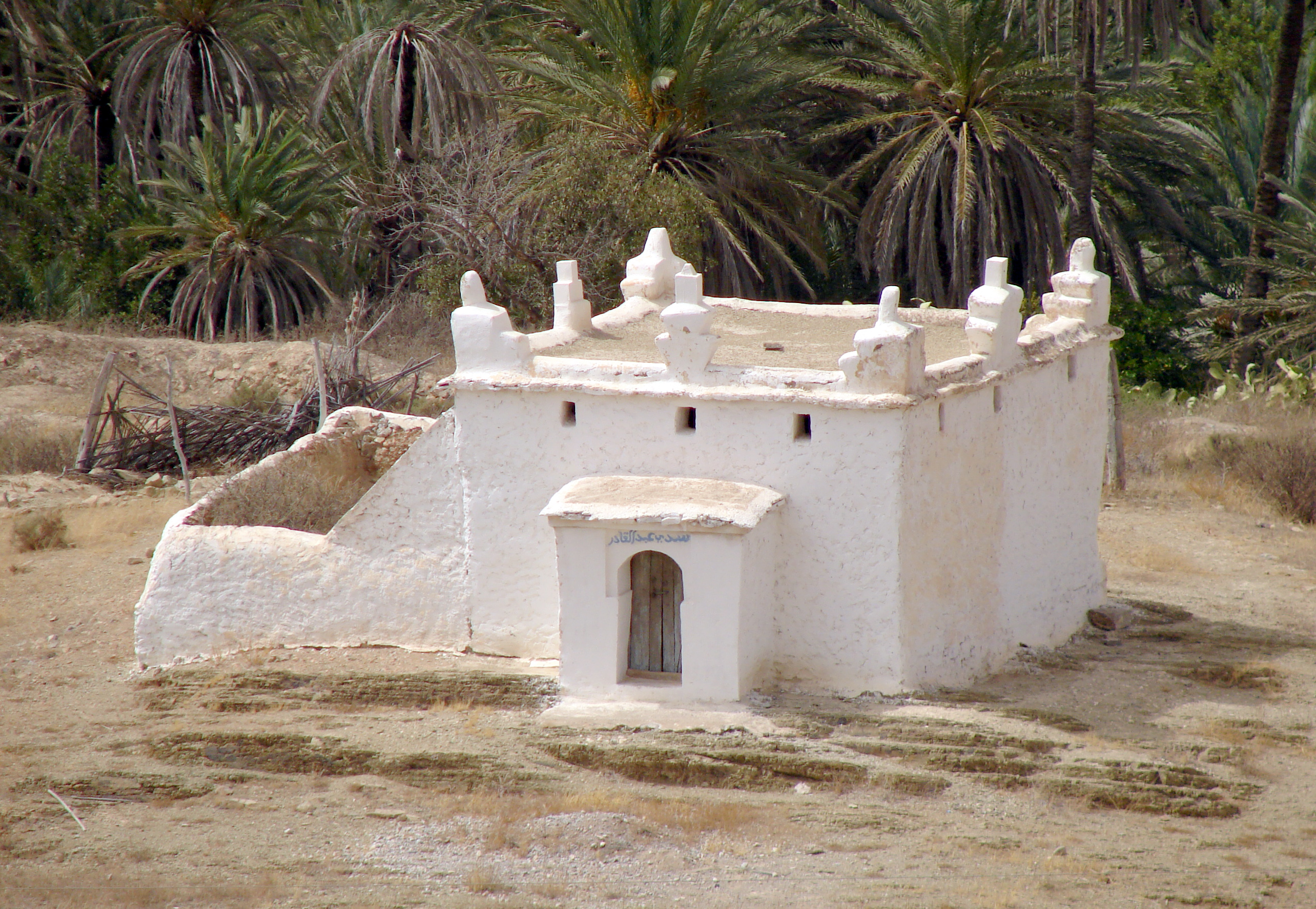
Tombeau d'un (marabout dans le Maroc méridional

#### Fez - Meknès
- Moulay Driss
- Zaouïa Tijaniyya
- Zaouïa Qadiriyya
- Zaouïa Aïssaouia
- Sidi Ali Menoun (Meknès)
- Lalla Chafia
- Sidi Abderahman el Mejdoub
- Sidi Ahmed Bel Lahcen
- Sidi Ali Ben Hamdouch - Zaouïa Hamdouchia

#### Rabat - Salé - Kenitra
- Sidi M'hamed el-Ayachi
- Sidi Ahmed Hajji
- Sidi Abdellah ben Hassoun
- Sidi Ben Acher al-Andaloussi
- Sidi Moussa Doukkali
- Sidi Bouhaja
- Sidi Mhammed Mfadel Moul Goumri
- Sidi Abdelkader el Harrati
- Sidi Mbarek Regragui

#### Casablanca - Settat
- Sidi Moussa El Majdoub
- Sidi Abderrahmane "Ajjamar"
- Sidi Moumen Boulhnich
- Sidi Beliout
- Sidi Maarouf
- Sidi Hajjaj
- Lalla Taja
- Zaouia Sidi el Mekki
- Sidi Ahmed Ben Ichou
- Sidi Allal Al Kairaouani
- Sidi Ahmed Taghi
- Sidi Ahmed Zeriab
- Sidi Messaoud
- Sidi Mohamed Moul Assabiane
- Sidi El Khadir

#### Draa - Tafilalet
- Zaouïa Naciria

#### Beni-Mellal - Khenifra
- Sidi Bouabid Cherki - Zaouïa Cherqaouia

#### Tanger - Oriental
- Zaouïa de Sidi Ali Ben Sidi Larbi Benazzouz Derkaouiyya
- Zaouïa de Sidi Rezzoug
- Sidi Mohammed Ben Slimane
- Zaouïa de Sidi Boudala
- Sidi Mohammed El Bahloul
- Sidi Abdellah El Ghazouani

#### Marrakech - Safi
- Sept saints de Marrakech
  - Sidi Youssef Ben Ali (saint)
  - Cadi Ayyad
  - Sidi Bel Abbès
  - Sidi Ben Slimane al-Jazouli
  - Sidi Abdelaziz Tebbâa
  - Sidi Abdellah El Ghazouani
  - Souheili
- Moulay Brahim
- Zaouïa de Sidi Ali Bouatel

#### Guelmim - Oued Noun
- Sidi Mohamed Ben Abdallah (Mirleft)
- Sidi Ali Ifni

#### Sous-Massa
- Sidi Ahmed Ou moussa
- Sidi Abdellah Bel Haj

#### Autres régions du Maroc
- Lalla Mira Lhartiya
- Sidi Si-Mohamed Boudargua
- Sidi Abdelkader Bouderka (Photo)
- Lalla Aicha Massoud
- Lalla Kadiria
- Sidi Fettah

### Sahara Occidental

#### Laayoune - Sakya el Hamra
- Zaouïa du cheikh Sidi Ahmed Rguibi

### Tunisie
- Zaouïa de Sidi Agareb, Agareb
- Zaouïa de Ben Arbia, Agareb
- Zaouïa de Sidi Abdelkader, Béja
- Zaouïa de Sidi Baba Ali Smadhi, Béja
- Zaouïa de Sidi Bou Arba, Béja
- Zaouïa de Sidi Bouteffaha, Béja
- Zaouïa de Sidi Salah Zlaoui, Béja
- Zaouïa de Sidi Taïeb, Béja
- Zaouïa de Sidi Selem, Bizerte
- Zaouïa de Sidi Abdel-Kader, Cebbala Ouled Asker
- Zaouïa de Sidi Boulbaba, Gabès
- Zaouïa de Sidi Ali El Mekki, Ghar El Melh
- Zaouïa de Sidi Brahim El Jomni, Houmt Souk
- Zaouïa de Sidi Sahab, Kairouan
- Zaouïa de Sidi Amor Abbada, Kairouan
- Zaouïa de Sidi Abid El Ghariani, Kairouan
- Zaouïa de Sidi Bou Makhlouf, Le Kef
- Zaouïa de Lalla Manoubia, La Manouba
- Zaouïa de Sidi Ben Azzouz, Nefta
- Zaouïa de Sidi Boudaouara, Sfax
- Zaouïa de Sidi Saïd Khanfir, Sfax
- Zaouïa de Sidi Bou Saïd, Sidi Bou Saïd
- Zaouïa de Sidi Hassoune, Tinja
- Zaouïa de Sidi Belhassen Chedly, Tunis
- Zaouïa de Sidi Ben Arous, Tunis
- Zaouïa de Sidi Brahim Riahi, Tunis
- Zaouïa de Sidi Kacem El Jellizi, Tunis
- Zaouïa de Sidi Mahrez, Tunis
- Zaouïa de Sidi Ali Chiha, Tunis
- Sidi Ali Ben Guedria, Sousse
- Sidi Ameur, Monastir
- Sidi El Gheribi, Menzel Kamel
- Om Zin, Jammal
- Sidi Fredj, Kerkhenah
- Sidi Saïd, Kerkhenah
- Sidi Youssef, Kerkhenah
- Sidi Founkhal, Kerkhenah
- Sidi Salem, Kerkhenah
- Sidi Retbni, Kerkhenah
- Sidi Messaoud, Kerkhenah
- Sidi Khanfir, Kerkhenah
- Sidi Abdesslem, Kerkhenah
- Sidi Jdoud, Kerkhenah
- Sidi Bidou, Kerkhenah
- Sidi Haj Ali Touil, Kerkhenah
- Sidi Salah, Kerkhenah
- Sidi Ferjani, Kerkhenah
- Sidi Salah, Kerkhenah
- Sidi Boutrad, Kerkhenah
- Sidi Saâda, Kerkhenah
- Sidi Abdelghaffer, Kerkhenah
- Lalla Halima, Kerkhenah
- Sidi Mansour, Kerkhenah
- Sidi Belghith, Kerkhenah
- Sidi Bouhmana, Kerkhenah
- Lalla Mariam, Kerkhenah
- Sidi El Ghafi, Kerkhenah
- Sidi M’Hamed, Kerkhenah
- Sidi Ezzori, Kerkhenah
- Sidi Abdelkader, Kerkhenah
- Sidi Aïssa Ben Aïssa, Kerkhenah
- Sidi Hadj Ali Ettouil , Kerkhenah
- Sidi Gaarbin, Kerkhenah
- Sidi Amor, Kerkhenah
- Sidi Bouraoui, Kerkhenah
- Sidi Salah, Kerkhenah
- Lalla Jalloula, Kerkhenah
- Sidi El Haddar, Kerkhenah
- Sidi Messaoud, Kerkhenah
- Lalla Esbaya, Kerkhenah
- Lalla Shaya, Kerkhenah
- Lalla Henia, Kerkhenah
- Sidi El Mebreb, Kerkhenah
- Sidi Ben Aïssa, Kerkhenah
- Sidi Belkhif, Kerkhenah
- Sidi Nouir, Kerkhenah

## Imrabdhen
En Kabylie (Algérie), les Imrabdhen, (pluriel de amrabedh en kabyle) sont les marabouts et saints et plus généralement dans l'Afrique du Nord berbérophone. Les lignages d'imrabden sont souvent des familles d'origine chorfa (pas tous chérifiennes). Imrabden est une dynastie berbère fondée par Yahia Ben Brahim en 1035, à l'origine des Imravdhen en Kabylie reste inconnue (avec manque d'études scientifiques crédibles sur le sujet).

### Origine
Le mot amrabed  signifie littéralement marabout en français et est un emprunt à l'arabe mrabet, qui signifie : « un soldat ou un enseignant stationné dans un lieu déterminé ».
Les imrabden comme tous les Chérifs, bénéficient du titre honorifique de Sidi qui est traditionnellement utilisé pour se référer aux gens reconnus descendants du prophète de l'Islam. Et les femmes sont appelées généralement Lalla.
La majorité des familles chorfa en Kabylie (Algérie) sont issues de la lignée d'Idriss le Petit, fils d’Idriss le Grand, fils d'Abd Allah Al-Kamil dit « le Parfait », fils d’Al-Hassan Al-Muthanna « le deuxième », fils d'Al-Hassan « Sibt » lui-même fils de l'imam Ali ibn Abi Talib et de Fatima Zahra, fille de Mahomet, prophète de l'Islam.

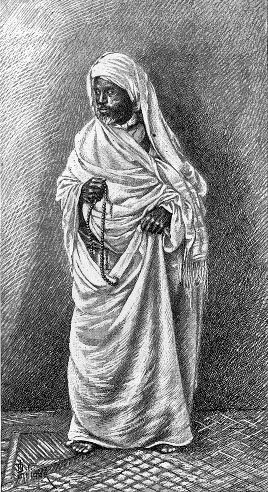

### Histoire
Les marabouts Chorfas du Maghreb se rattachent, pour beaucoup, traditionnellement à une migration venue de l'Oued Draa dans le centre du Maroc, mais aussi de l’Andalousie, en Espagne après la Reconquista à la fin du XVe siècle, et se sont dispersés dans toutes les régions de l’Afrique du Nord, notamment au Maroc, en Algérie (surtout dans l’ouest et en Kabylie), en Tunisie et en Libye.
Le premier arrivé au Maghreb de la descendance de Ali ibn Abi Talib (gendre de Mahomet) est Idriss le Grand, le fondateur du royaume des Idrissides entre 789 et 985. Après la chute de ce royaume au Xe siècle, leur descendance était tuée et pourchassée par le pro-fatimide Moussa ibn Abi Al-Afya el Miknasi. D’après la légende, ceux qui ont survécu aux massacres ont fui vers le désert et les montagnes pour se protéger.
Ils seraient arrivés en Kabylie entre le XIIe et le XVe siècle, se voulant plus instruits que les montagnards et connaisseurs du droit musulman (Fiqh) mais surtout neutres dans les luttes tribales ; ces « nouveaux-venus » ne tardèrent pas ainsi à acquérir la considération générale des habitants.
À l’époque, les conditions exigées pour la prétention au chérifat sont généralement la possession d’un manuscrit de l’arbre généalogique de la famille et le témoignage de quatre personnages eux-mêmes Chorfa, comme le témoigne une attestation qui daterait de la fin du XIVe siècle, appartenant à un chérif andalou, remise à l’historien Ahmed Taoufik al Madani en 1979 à Alger.